# Idealist (film)
Idealist är en jugoslavisk film från år 1976 baserad på Ivan Cankars roman Martin Kacur.
Filmen hade visades första gången vid Moskvas internationella filmfestival i juli 1977. 
1977 fick Radko Polic utmärkelsen bästa skådespelare, på Moskvas internationella filmfestival. 

## Rollista (urval)
- Radko Polic - Martin Kacur
- Milena Zupancic - Toncka
- Dare Ulaga - Ferjan
- Stevo Zigon - präst från Zapolje
- Arnold Tovornik - präst från Blatni Dol
- Maks Bajc